# Tofaş

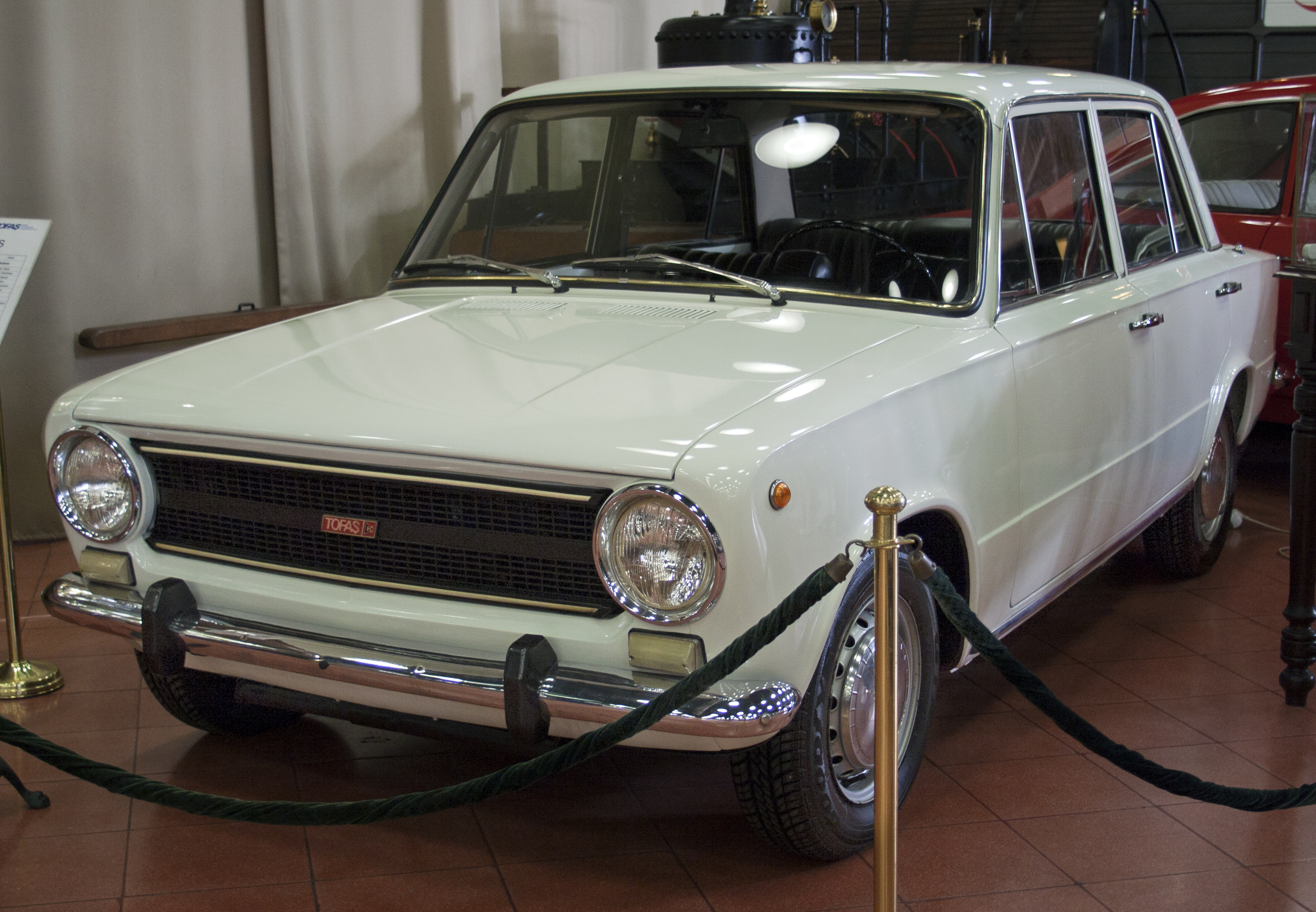
Tofaş Murat 124 von 1976

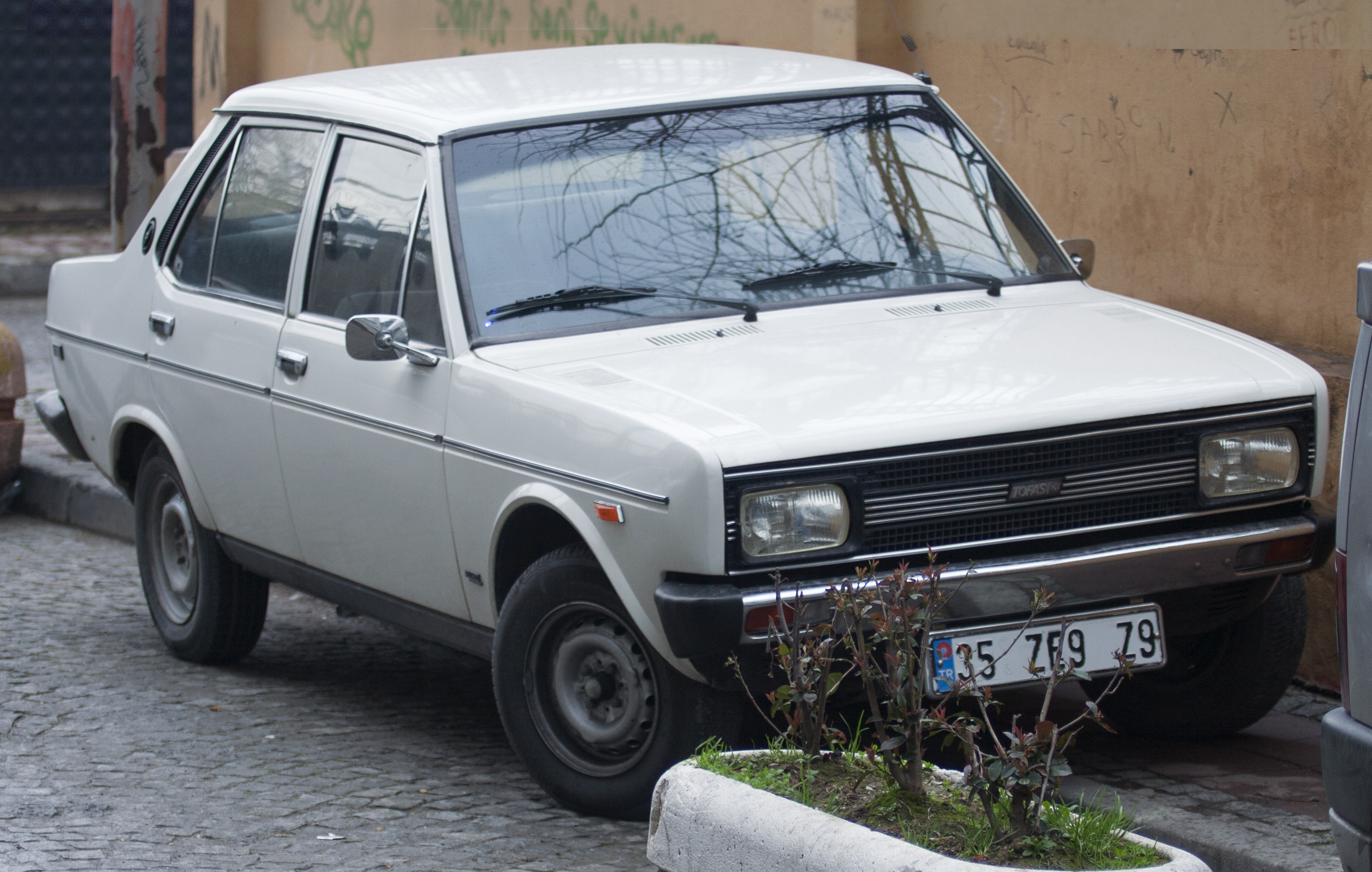
Tofaş Murat 131

Der Automobilhersteller Tofaş (von „Türk Otomobil Fabrikası Anonim Şirket“) wurde im Jahr 1968 durch Vehbi Koç als Joint Venture von Koç Holding und Fiat S.p.A. gegründet. Die beiden Partner halten jeweils über ein Drittel der Anteile.
Die Grundsteinlegung für die Fabrik von Tofaş in Bursa erfolgte am 4. April 1969, und am 12. Februar 1971 wurde sie eingeweiht. Die Anlage war ursprünglich für eine Jahresproduktion von 20.000 Fahrzeugen ausgelegt, die Belegschaft zählte anfangs 1000 Mitarbeiter. In den Jahren 2011 und 2012 wurden bei anhaltend schwankender Auslastung zwischen 80 % und 60 % rund 300.000 beziehungsweise 250.000 Kraftwagen pro Jahr gefertigt, von denen zwei Drittel leichte Nutzfahrzeuge waren und 60 % exportiert wurden.

## Fiat-Lizenzfertigung
Tofaş fertigte von Anfang an Autos des italienischen Automobilherstellers Fiat in Lizenz. Das erste Modell war ein Nachbau des Fiat 124, der als Tofaş Serçe bis 1994 gebaut wurde. Später wurde auch der Fiat 131 als Şahin (Basismodell), Kartal (Kombi) und Doğan (Luxusvariante) in Lizenz produziert. Eine überarbeitete Version des Şahin wurde danach in Äthiopien als Holland Car DOCC bei Holland Car hergestellt.

## Wegfall der Marke Tofaş
Seit der Aufgabe der auf dem Fiat 131 basierenden Modelle, etwa im Jahr 2003, werden keine Modelle mehr als Tofaş vertrieben. Dafür wurden Fiat Siena und Fiat Marea gefertigt und als solche verkauft. Die Produktion von Fiat Palio und Fiat Albea endete im Jahr 2011, und es verblieben Fiat Linea und Fiat Doblò.

## Forschung und Entwicklung
Im Jahre 1994 gründete Tofaş ein Forschungs-und-Entwicklungs-Zentrum, das um das Jahr 2006 ein Fahrzeug für Fiat und PSA sowie später einen neuen Fiat Doblò konstruierte, der auch als Opel und Vauxhall in den Verkauf kam. Für General Motors war es eine neue Generation des Combo. Die andere Konstruktion kam als Peugeot Bipper, Citroën Nemo und neuer Fiat Fiorino in den Handel. Beide Konstruktionen wurden als Van of the Year ausgezeichnet.

## Engagement
Die Firma engagiert sich im Motorsport durch Fiat Motorsports Turkey oder der Tofaş Rally und unterstützt Projekte im Bereich der Förderung des Jugendsports (Basketball, Tischtennis, Volleyball).
Die Fabrik ist seit November 1998 nach ISO 14001 (Umweltschutzrichtlinien) zertifiziert und konnte im Januar 2002 eine Verlängerung dieser Zertifizierung erlangen. In geringem Maße wurde Tofaş auch in Deutschland über eine Verkaufsstelle in Frankfurt verkauft.

## Modelle
| Klassische Kenngrößen der historischen Tofaşmodelle | Klassische Kenngrößen der historischen Tofaşmodelle | Klassische Kenngrößen der historischen Tofaşmodelle | Klassische Kenngrößen der historischen Tofaşmodelle | Klassische Kenngrößen der historischen Tofaşmodelle | Klassische Kenngrößen der historischen Tofaşmodelle | Klassische Kenngrößen der historischen Tofaşmodelle | Klassische Kenngrößen der historischen Tofaşmodelle | Klassische Kenngrößen der historischen Tofaşmodelle | Klassische Kenngrößen der historischen Tofaşmodelle | Klassische Kenngrößen der historischen Tofaşmodelle | Klassische Kenngrößen der historischen Tofaşmodelle | Klassische Kenngrößen der historischen Tofaşmodelle | Klassische Kenngrößen der historischen Tofaşmodelle | Klassische Kenngrößen der historischen Tofaşmodelle |
| Verkaufs-bezeichnung                                | Produktions-zeitraum                                | Abbildung                                           | Karosserie-bauform                                  | Hubraum [cm³]                                       | Antriebsart                                         | Anzahl Zylinder                                     | Gemisch-aufbereitung                                | Zündanlage                                          | Leistung kW (PS)                                    | bei Um- drehungen je Minute                         | maximales Dreh- moment [Nm]                         | bei Um- drehungen je Minute                         | Höchst-geschwin-digkeit [km/h]                      | Beschleu-nigung 0 bis 100 km/h [s]                  |
| --------------------------------------------------- | --------------------------------------------------- | --------------------------------------------------- | --------------------------------------------------- | --------------------------------------------------- | --------------------------------------------------- | --------------------------------------------------- | --------------------------------------------------- | --------------------------------------------------- | --------------------------------------------------- | --------------------------------------------------- | --------------------------------------------------- | --------------------------------------------------- | --------------------------------------------------- | --------------------------------------------------- |
| Tofaş Serçe                                         | 1971 bis 1994?                                      |                                                     | Limousine                                           | 1197                                                | Viertakt-Ottomotor                                  | 4                                                   | Vergaser                                            | Elektro-mechanisch                                  | ?                                                   | ?                                                   | ?                                                   | ?                                                   | ?                                                   | ?                                                   |
| Tofaş Şahin 1.4                                     | 1976 bis 2001                                       |                                                     | Limousine                                           | 1372                                                | Viertakt-Ottomotor                                  | 4                                                   | Vergaser                                            | Elektro-mechanisch                                  | 52 (71)                                             | 5500                                                | 105                                                 | 3500                                                | 162                                                 | 13,5                                                |
| Tofaş Şahin S 1.6                                   | 1976 bis 2001                                       | 1581                                                | Limousine                                           | 59 (80)                                             | Viertakt-Ottomotor                                  | 4                                                   | Vergaser                                            | Elektro-mechanisch                                  | 122                                                 | 5500                                                | 3250                                                | 165                                                 | 13,2                                                |                                                     |
| Tofaş Doğan S 1.6                                   | 1976 bis 2001                                       | 1581                                                | Limousine                                           |                                                     | Viertakt-Ottomotor                                  | 4                                                   | Vergaser                                            | Elektro-mechanisch                                  | 61 (83)                                             | 5800                                                | 3250                                                | 131                                                 | 170                                                 | 13,1                                                |
| Tofaş Doğan 1.6 i. e. SLX                           | 1976 bis 2001                                       | 1581                                                | Limousine                                           | elektronisch                                        | Viertakt-Ottomotor                                  | 4                                                   | Vergaser                                            | 5500                                                | 61 (83)                                             | 125                                                 | 3000                                                | 13,2                                                | 170                                                 |                                                     |
| Tofaş Kartal 1.6                                    | ?                                                   | 1581                                                |                                                     | Kombi                                               | Viertakt-Ottomotor                                  | 4                                                   | Vergaser                                            | 5500                                                | Elektro-mechanisch                                  | 59 (80)                                             | 122                                                 | 3250                                                | 165                                                 | 13,6                                                |
| Tofaş Kartal 1.6 S                                  | ?                                                   | 1581                                                | 61 (83)                                             | Kombi                                               | Viertakt-Ottomotor                                  | 4                                                   | Vergaser                                            | 5800                                                | Elektro-mechanisch                                  | 131                                                 | 168                                                 | 3250                                                | 13,4                                                |                                                     |